# Fred Wendorf
 (janvier 2019).
Si vous disposez d'ouvrages ou d'articles de référence ou si vous connaissez des sites web de qualité traitant du thème abordé ici, merci de compléter l'article en donnant les références utiles à sa vérifiabilité et en les liant à la section « Notes et références ».
Fred Wendorf, né le 31 juillet 1924 à Terrell et mort le 15 juillet 2015 à Dallas, est un préhistorien américain. Professeur à l'université méthodiste du Sud (UMS), département d'anthropologie préhistorique, à Dallas, au Texas,il s'est beaucoup investi sur des sites préhistoriques égyptiens, notamment à Nabta Playa et Wadi Kubbaniya.

## Formation
Fred Wendorf obtient sa licence (BA) en 1948 à l'université de l'Arizona, puis son doctorat (PhD) en 1953 à l'université Harvard, aux États-Unis.

## Carrière
Archéologue au Muséum du Nouveau-Mexique, à Santa Fe, Fred Wendorf rejoint l'université méthodiste du Sud en 1964 pour y fonder le département d'anthropologie.

## Travaux

### Nabta Playa
Après avoir fait ses armes dans les années 1950 dans la partie désertique du Nouveau-Mexique, Fred Wendorf, associé à Romuald Schild, met au jour dans le Sahara égyptien, à Nabta Playa, les restes d'habitats humains mésolithiques et néolithiques, datés à partir d'environ 7000 av. J.-C.
Le site compte dix-huit villages de dix-huit à cinquante habitations chacun. Ces habitations de pierre, de forme ovale, sont réparties autour d'un lac saisonnier formé par les pluies. Cette zone, dite des playas, de 38 km2, est située de 100 à 180 km à l'ouest d'Abou Simbel, en Haute-Égypte, dans l'extrême-sud du pays.
Fred Wendorf et Romuald Schild ont trouvé à Nabta Playa :
- des restes de bovins, d'œufs d'autruche ;
- des vestiges d'outils en silex, d'un atelier de poterie ;
- des traces de pratiques religieuses : des squelettes entiers de vaches enterrés et d'autres signes évoquent un culte du bétail ;
- des traces de pratiques astronomiques ou astrologiques.

### Wadi Kubbaniya
Wadi Kubbaniya est un site du Paléolithique supérieur situé en Haute-Égypte, près de la vallée du Nil. Il a été daté au carbone 14 de 19 000 à 17 000 ans avant le présent. Ce site aurait été un ancien établissement saisonnier, occupé principalement en hiver et au printemps.

## Organismes et associations
- Membre fondateur du « Fort Burgwin Research Center » à Taos, Nouveau Mexique ;
- Président de la « Society of Professional Archaeologists » (SOPA) ;
- Membre, en 1987, de l'Académie nationale des sciences américaine (c'est le premier représentant de l'université méthodiste du Sud à recevoir cet honneur) ;
- Créateur du « Comité pour la préservation des collections archéologiques pour les futures générations de scientifiques et pour l'humanité » ;

## Prix et honneurs
- En 1996, il reçoit de l'université de Pennsylvanie la « Lucy Wharton Drexel Medal » pour l'archéologie ;
- En 1997, il reçoit l'« Egyptian Geological Survey Award » ;
- En 2003, il est fait docteur ès sciences honoris causa de l'UMS.

À l'automne 2001, il a offert son entière collection d'objets issus de ses quarante ans de fouilles au British Museum. La collection est exposée dans deux salles du département de l'Égypte antique et du Soudan, consacrées uniquement à la collection Wendorf. Il a pris sa retraite en 2003.

## Publications
- (en) Pipeline Archaeology: Report of Salvage Operations in the Southwest on El Paso Natural Gas Company Projects, 1956, Santa Fe, Laboratoire d'Anthropologie et Museum of Northern Arizona (directeur & contributeur)
- (en) Contributions to the Prehistory of Nubia, 1965, Dallas, Fort Burgwin Research Center et SMU Press (directeur et contributeur)
- avec Romuald  Schild, The Prehistory of the Nile Valley, New York, Academic Press, 1976
- avec Romuald  Schild, Prehistory of the Eastern Sahara, New York/London, 1980
- avec A. Close & Romuald Schild, Cattle Keepers of the Eastern Sahara: The Neolithic of Bir Kiseiba, New Delhi, Paulist Press, 1984
- Fred Wendorf et Romuald  Schild, The Prehistory of Wadi Kubbaniya, vol. 1, 2 & 3, Dallas, Southern Methodist University Press (SMU Press), 1986-1989 (ISBN 0-87074-290-6)
- avec Romuald  Schild et al., Egypt During the Last Interglacial: The Middle Paleolithic of Bir Tarfawi and Bir Sahara East, New York, Plenum Press, 1993
- (en) Desert Days: My Life As a Field Archaeologist, Southern Methodist University Press, 2008 (ISBN 978-0-87074-524-9, lire en ligne)